# 小暮裕美子
小暮 裕美子（こぐれ ゆみこ）は、TBSの元報道キャスター。ジャーナリスト。本名同じ。コーチングの小暮裕美子とは別人である。

## 人物・来歴
銀行員だった父親の転勤で、小学校でアメリカ、高校でカナダの現地校に通っている。
慶應義塾大学経済学部卒業。
1984年、報道記者としてTBSに入社。同期に松原耕二、播摩卓士らがいる。 
主に文部省、警視庁、東京都庁、厚生省を担当する社会部の記者として活動し、1989年、「JNNおはようニュース&スポーツ」のスタジオキャスターに就任。
その後、1992年に放送された「JNNニュース1130」の初代スタジオキャスターを務めた。
1993年に記者活動に戻る。1995年には当時の科学技術庁担当記者を務めており、同年に発生した高速増殖炉もんじゅのナトリウム漏洩事故では、小暮が動力炉・核燃料開発事業団が発表した事故ビデオ映像がおかしいと指摘し、「動燃のビデオ映像隠し」の発覚に繋がったという。
社会部記者として活動後、国際部記者として、主に海外ニュースを担当。JNN海外支局を歴任。
2006年2月時点で、TBSテレビ編成制作本部報道局取材センター外信部次長。
2010年ごろから、何年にもわたり部下のセクハラ行為、ストーカー行為に悩まされたという。「あんなにつらいことはなかった。心が折れた。ずっとトラウマになる気がする」と、後に述べている。

## 家族
- 弟：デーモン閣下

ミュージシャンであるデーモン閣下の「世を忍ぶ仮の」姉（実姉）である。閣下からは、「『世を忍ぶ仮の』幼少時から、地上で唯一口喧嘩で敵わない相手である」と畏怖されている。 また学生時代、裕美子が学園祭でロックを熱唱している勇姿を見て「コレだ!」と、音楽活動のヒントを得たと語っている。当時TBSアナウンサーだった下村健一によると、サンプラザ中野がデーモン小暮に「小暮の姉ちゃんに逢わせろ」と言っていた。

## 出演番組
| 期間       | 期間      | 番組名                       | 役職                           |
| ---------- | --------- | ---------------------------- | ------------------------------ |
| 1987年10月 | 1988年9月 | JNNニュース22プライムタイム  | レポーター                     |
| 1990年4月  | 1991年3月 | JNNおはようニュース&スポーツ | シフト勤務でのメインキャスター |
| 1992年4月  | 1993年9月 | JNNニュース1130              | メインキャスター               |